# Andrés Scotti
Andrés Scotti (Montevideo, 14 december 1975) is een voetbalspeler uit Uruguay. Scotti is een centrale verdediger.

## Clubcarrière
Zijn professionele carrière begon in 1996 in Uruguay bij Central Español. Daarna speelde hij een jaar bij Montevideo Wanderers FC. In 1998 speelde Scotti bij zijn eerste buitenlandse club: het Chileense Club Deportivo Huachipato. Daarna speelde Scotti bij het Mexicaanse Puebla FC, om vervolgens voor een seizoen terug te keren bij Montevideo Wanderers FC. Na een seizoen te hebben gevoetbald bij Nacional, vertrok Scotti naar de Russische Premjer-Liga om te spelen bij Roebin Kazan. Tussen 2007 en 2009 speelde Scotti bij het Argentijnse Argentinos Juniors. Sinds 8 januari 2010 staat Scotti onder contract bij het Chileense Colo-Colo.

## Interlandcarrière
Scotti maakte zijn debuut voor het Uruguayaans voetbalelftal op 21 mei 2006 in de vriendschappelijke wedstrijd tegen Noord-Ierland. Hij speelde 35 wedstrijden voor zijn Zuid-Amerikaanse vaderland, en scoorde een keer voor het nationale team. Hij speelde met Uruguay op het Wereldkampioenschap voetbal 2010.